# 쿨라누

쿨라누(히브리어: כולנו)는 이스라엘의 사회자유주의 정당으로, 2014년 설립되었다. 쿨라누는 히브리어로 "우리 모두"를 뜻한다. 2015년 총선거 결과, 예시 아티드에 이어 제5당 이었다.